# Shenzhou 6
Shenzhou 6 (神舟六号) est le sixième vol du vaisseau spatial chinois Shenzhou et le deuxième à être habité. Pour ce second vol, deux taïkonautes ont pris place à bord de la capsule. Ils ont été lancés le 12 octobre 2005, soit 3 jours avant l'anniversaire du premier vol spatial habité Chinois Shenzhou 5 par une fusée Longue Marche 2F depuis la base de lancement de Jiuquan. Les deux taïkonautes ont passé 5 jours en orbite terrestre basse.
Au cours de cette mission, l'équipage a testé une nouvelle combinaison spatiale plus légère, conduit des expériences scientifiques et est rentré dans le module orbital pour la première fois, leur donnant accès aux installations sanitaires. Les activités précises de l'équipage ont été gardées secrètes mais certains pensent qu'elles pourraient inclure des tâches de reconnaissance militaire.

## Équipage
À bord, deux taïkonautes chinois (de taikong, signifiant « espace », nom donné aux spationautes chinois), ils sont tous deux à l'origine officiers et pilotes de la Force aérienne chinoise et il s'agissait de leur premier vol spatial.
- Commandant : Fei Junlong (1),  Chine
- Pilote : Nie Haisheng (1),  Chine

Le chiffre entre parenthèses indique le nombre de vols spatiaux effectués par l'astronaute, Shenzhou 6 inclus.

### Sélection
L'unique passager de Shenzhou 5 avait annoncé qu'il ne ferait pas partie de cet équipage.
Huang Chunping, l'ingénieur en chef de la fusée Longue Marche, a déclaré dans le Beijing Times que les taïkonautes qui seraient sélectionnés pour cette mission seraient choisis parmi trois paires de taïkonautes. Cinq paires de taïkonautes ont été entrainées, et deux d'entre elles ont été éliminées un mois avant le lancement.
Le 11 octobre 2005, il a été révélé que les trois couples finaux étaient :
- Fei Junlong et Nie Haisheng
- Liu Boming et Jing Haipeng
- Zhai Zhigang et Wu Jie

Sun Laiyan, le directeur de l'Administration Spatiale Chinoise Nationale, a déclaré que l'équipage choisi serait annoncé au plus tôt, 2 jours avant le lancement. C'est le journal Ta Kung Pao qui a annoncé que Fei Junlong et Nie Haisheng seraient la paire choisie. Ils sont tous deux originaires de la province de Hubei.

## Déroulement de la mission

### Lancement
L'équipage est arrivé environ 2h45 avant le lancement et la trappe a été fermée 30 minutes après leur arrivée. Le 12 octobre à 01:00:03.583 UTC, la fusée Longue Marche 2F transportant Shenzhou 6 décolla du pas de lancement de Jiuquan. Le lancement s'est passé normalement, la séparation s'est faite 120 secondes après le lancement, à la vitesse de 1 300 m/s. Seize secondes plus tard, les quatre boosters se séparèrent à une altitude de 52 km. La coiffe et le premier étage se détachèrent 200 secondes après le lancement. Le module habité et le deuxième étage se séparèrent à 200 km au-dessus de la mer Jaune. La capsule spatiale utilisa ensuite sa propre propulsion afin de se placer en orbite, environ 21 minutes après le lancement. À 01:39 UTC, Chen Bingde, le commandant en chef du programme spatial de la Chine annonce le succès du lancement. L'équipage prit son premier repas dans l'espace à 03:11 UTC.
Avant le vol, l'heure de lancement avait été l'objet de spéculations de la part des médias chinois. Durant les mois précédant le lancement, les dates de mi-octobre, ou même à la fin septembre furent avancées. Puis le 23 septembre, il a été signalé par l'agence de presse basée à Hong Kong China News Service que le lancement a été provisoirement prévu pour le 13 octobre à 03:00 UTC. Cette date fut confirmée par un membre de l'Académie Chinoise d’Ingénierie. Mais le 10 octobre, un officiel du département technique du centre spatial de Jiuquan déclare que le lancement est prévu au 12 octobre à 01:00 UTC. Cette nouvelle date fut choisie afin d'éviter la vague de froid qui allait frapper la région[réf. nécessaire]. L'assemblage de la fusée a eu lieu le 26 septembre. Le 4 octobre, la capsule Shenzhou 6 fut attachée à la fusée Longue Marche 2F.
À la différence des missions Shenzhou non habitées, Shenzhou 5 et 6 ont été lancées de jour pour assurer une plus grande sécurité en cas d'abandon. Le lancement a été télévisé en direct sur la chaîne Télévision centrale de Chine, qui vendait des encarts publicitaires à l'occasion de l’évènement pour 316 000 US$ les 5 secondes, et 1 million d'US$ les 30 secondes. Une caméra vidéo a été fixée sur la fusée, diffusant des images de l'ascension et de la séparation de la capsule Shenzhou.
Peu de temps après le lancement, les équipes de recherches commencèrent leur mission dans le désert de Badain Jaran, en Mongolie-Intérieure afin de retrouver les différentes parties de la fusée et en particulier sa boîte noire, qui contient toutes les informations de vol. Elle fut trouvée 45 minutes après le lancement quelque part près de la bannière d'Otog. Les autres débris du lancement ont été trouvés et détruits à leur emplacement d'impact ou ramenés à Jiuquan.
Le Secrétaire général et Président Chinois Hu Jintao était présent au centre de contrôle de Pékin et le Premier Ministre Wen Jiabao était au centre spatial de Jiuquan pour assister au lancement.

### Paramètres de mission
- Masse : 8 040 kg
- Périgée : 342 km
- Apogée : 350 km
- Inclinaison : 42.4°
- Période : 91.46 minutes
- NSSDC ID : 2005-040A

### À bord du module orbital

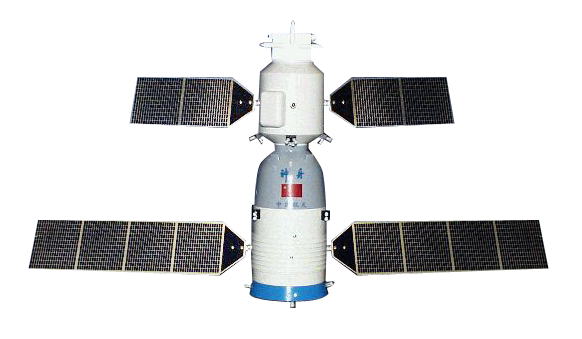
Maquette du vaisseau Shenzhou 5. Le module orbital est en haut, plus petit que le module habité.

Une heure et demie après la mise en orbite, la trappe entre le module orbital et le module de rentrée a été ouverte et, pour la première fois, l'équipage a pu rentrer dans le second compartiment de vie du vaisseau Shenzhou. Fei Junlong a été le premier à y rentrer, tandis que Nie Haisheng restait dans le module de rentrée. Ils permutèrent leurs positions trois heures plus tard.
À 13:32 UTC, Nie et Fei eurent une conversation de sept minutes avec leurs femmes et leurs enfants qui étaient présents au centre de contrôle. La fille de Nie lui chanta la chanson « Joyeux Anniversaire », Nai Haisheng étant né un 13 octobre.
Les activités de l'équipage n'ont pas été entièrement révélées par la Chine. Seules de vagues références à des expériences ont été faites, même si certaines ont été rendues publiques. Une expérience a consisté à tester la réaction de l'équipage du vaisseau spatial à la circulation dans le module orbital et le module de rentrée. Ils se sont déplacés entre les modules, ont ouvert et fermé des trappes et utilisé des équipements avec « plus de force » requise que sur Terre.
Une manœuvre orbitale de 6,5 secondes a eu lieu le 13 octobre, à 21:56 UTC afin de pallier la traînée atmosphérique.
Le 15 octobre à 08:29 UTC, les deux taïkonautes ont eu une conversation de deux minutes avec le Président Hu Jintao. Durant la conversation, le Président Chinois a tenu « La patrie et le peuple sont fiers de vous. J'espère que vous allez réussir votre tâche en effectuant la mission calmement et attentivement et avoir un retour triomphal. »

### Rentrée et atterrissage

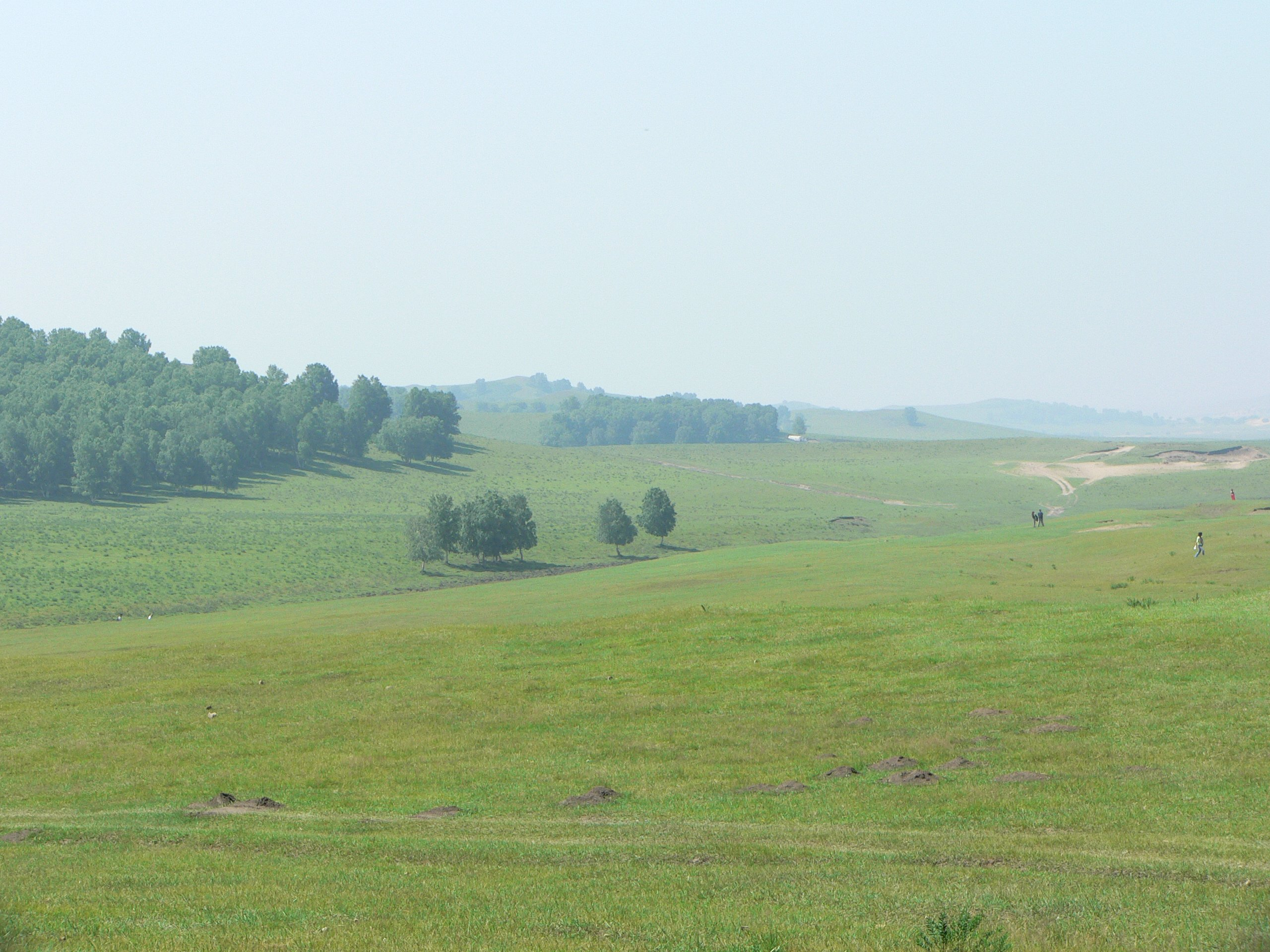
Paysage de Mongolie-Intérieure, région où a atterri le module de rentrée Shenzhou 6.

Le processus de rentrée débuta le 16 octobre à 19:44 UTC quand le vaisseau Shenzhou se sépara du module orbital. Contrairement au vaisseau Soyouz, cela se fait avant l’accélération de rentrée, afin de permettre au module orbital de rester en orbite pour mener des missions longues de plusieurs mois ou de faire office de cible d'amarrage pour des vols ultérieurs. Le module orbital a allumé ses moteurs à deux reprises le 19 octobre pour lui donner une orbite circulaire à une hauteur de 355 km.
Une minute après la séparation, les moteurs du module de service s'allument au-dessus de la côte d'Afrique de l'Ouest pour le ralentir. À 20:07 UTC, le module de rentrée se sépare et 5 minutes plus tard, la rentrée atmosphérique commence normalement au-dessus de la Chine. Les communications sont interrompues durant la rentrée à partir de 20:16 UTC puis, deux minutes plus tard, les communications reprennent avec la capsule. Le parachute principal s'ouvre et la capsule commence à descendre lentement avant d’atterrir dans les prairies de Mongolie intérieure à 20:33 UTC (heure locale 04:33). La capsule a atterri à approximativement 1 000 m de la cible prévue.
Environ une demi-heure après l'atterrissage, les moyens de recherches ont ouvert l'écoutille de la capsule et en ont extrait les deux taïkonautes. Hou Ying, le concepteur en chef du système du site d'atterrissage, a déclaré que l'opération de récupération a été améliorée par rapport à celle de Shenzhou 5. Après un bref examen médical et un léger repas, les astronautes ont pris un vol spécial vers Beijing où ils seront placés en quarantaine médicale pendant deux semaines. À 21:46 UTC, Chen Bingde déclare officiellement que la mission est un succès.
La capsule est envoyée à Beijing par train. Le module orbital continue à orbiter autour de la Terre, récoltant des informations sur les expériences encore à bord et sur les vols spatiaux de longue durée. Après 2920 orbites autour de la Terre, sa mission se termine le 15 avril 2006. Il restera en orbite jusqu’à ce qu'il plonge dans l’atmosphère et se désintègre.

### Sites d'atterrissage

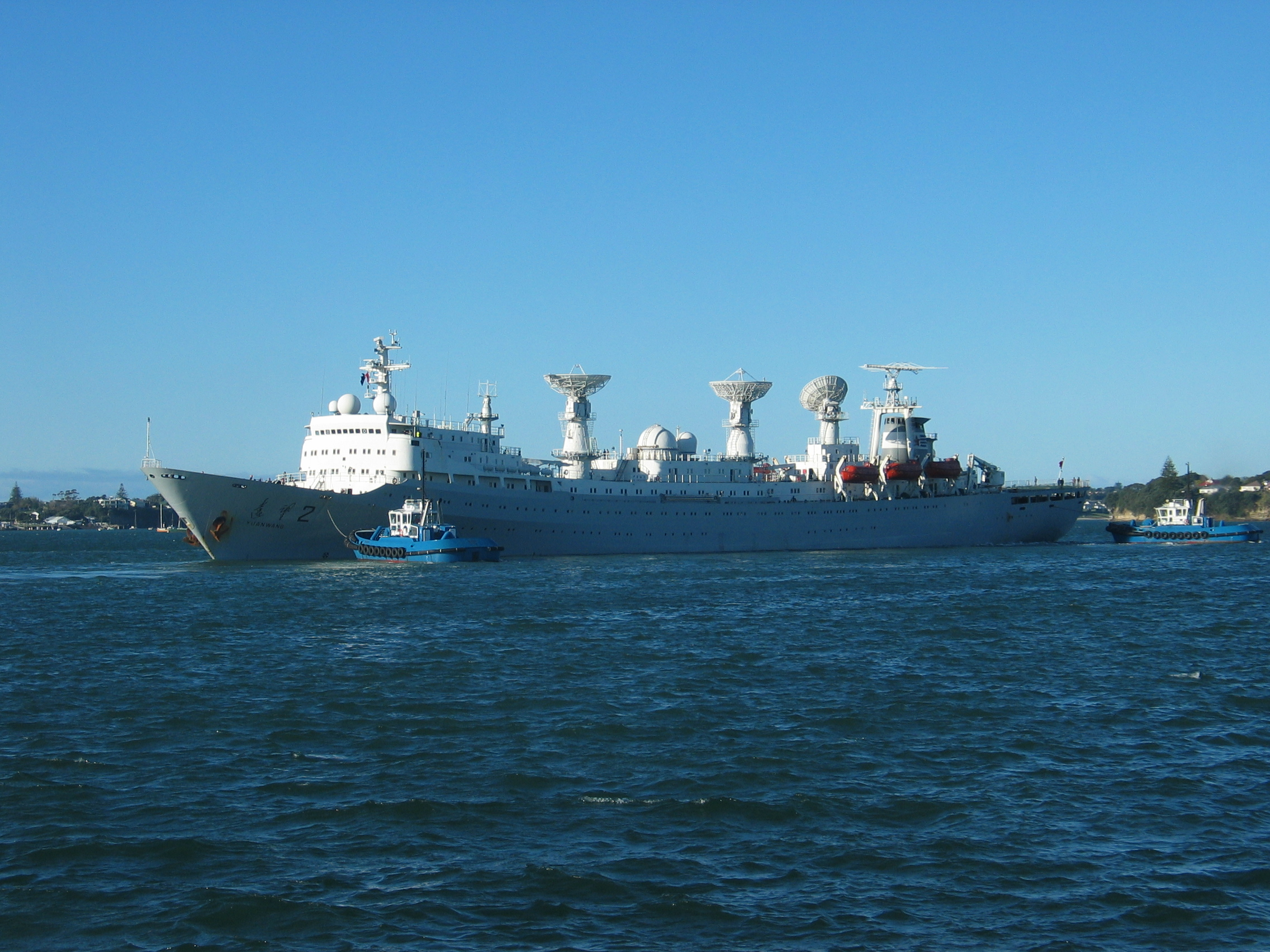
Le Yuanwang 2, navire de la classe Yuan Wang qui a servi à appuyer la mission avec 3 autres navires de sa classe.

Il y avait deux sites d’atterrissage prévus pour cette mission. Le premier site est la bannière de Siziwang en Mongolie-Intérieure. Le second site était le centre spatial de Jiuquan. En outre, des unités de récupération ont été basées à Yinchuan, Yulin et Handan. Un amerrissage dans l'océan était aussi possible en cas de besoin, avec des équipes de récupération supplémentaires dans la mer Jaune, la mer de Chine orientale et l'océan Pacifique.
Certains diplomates chinois sont formés et équipés pour tout atterrissage d'urgence sur les sites ne se situant pas sur le territoire chinois. Zhang Shuting, concepteur en chef du système d'urgence et de sauvetage, a déclaré que des sites d'atterrissage d’urgence ont été identifiés en Australie, en Asie de l'Ouest, en Afrique du Nord, en Europe de l'Ouest, aux États-Unis ainsi qu'en Amérique du Sud. La mission diplomatique sur le site d'atterrissage peut prendre la tête de la mission de sauvetage si nécessaire. Le gouvernement chinois avait informé le gouvernement australien que ces sites d'urgences se trouvaient en Nouvelle-Galles du Sud, dans le Territoire du Nord et dans le Queensland. Les services de sécurité et d'urgences australiens ont dit qu'ils étaient prêts à faire face à toute situation d'urgence qui surviendrait pendant les vols spatiaux. Cependant, le module de retour a été conçu pour ne pouvoir être ouvert soit de l’intérieur, soit de l’extérieur qu'avec une clé spéciale. Aucune copie de cette clé n'a été remise à la disposition des fonctionnaires australiens, mais il a été signalé qu'un attaché militaire chinois à l'ambassade chinoise de Canberra en possédait une.

### Un incident?
Un incident a dû avoir lieu en orbite, car l'équipage a été contraint d'effectuer une manœuvre de correction de trajectoire non prévue. Ce qui porte à croire que pour une raison ou une autre, la capsule a dévié de sa trajectoire. De plus, la rentrée a eu lieu au bout de 116 h de mission, alors que la durée initialement prévue était de 119 h (soit 2 orbites supplémentaires).
En fin de mission, les responsables n'ont pas voulu expliquer en détail la nature de cette correction de trajectoire. On observe un trou d'une vingtaine de centimètres de diamètre dans la partie de la structure de séparation du module orbital sur les photos rendues publiques de l'engin.